# Acta Geologica Sinica
Acta Geologica Sinica est une revue scientifique chinoise de géologie édité par Geological Society of China (d) avec une édition en langue anglaise